# Oberea rhodesica
Oberea rhodesica är en skalbaggsart som beskrevs av Stefan von Breuning 1953. Oberea rhodesica ingår i släktet Oberea och familjen långhorningar.
Artens utbredningsområde är Zimbabwe. Inga underarter finns listade i Catalogue of Life.